# Pau I de Constantinoble
Pau I de Constantinoble (en llatí: Paulus, en grec antic: Παυ̂λος) va ser patriarca de Constantinoble. És venerat com a sant per l'Església Ortodoxa.

## Biografia
Era nadiu de Tessalònica, jove prevere de l'església de la capital quan va morir Alexandre I de Constantinoble l'any 336 i va ser elegit com a successor, amb suport dels homoosians o ortodoxos, mentre que els arrians volien elegir a Macedoni de Tràcia. Macedoni va tractar d'impedir l'elecció de Pau amb una denúncia per mala conducta, que no va prosperar.
L'emperador (probablement Constanci II) va convocar un concili que va anul·lar-ne l'elecció, i Pau va ser enviat al Pont i el va substituir Eusebi, bisbe de Nicomèdia. Aquest va morir el 342 i el poble va fer restaurar Pau que sembla que s'havia escapat del seu exili i havia anat a Roma; els bisbes arrians van elegir Macedoni; tot això va portar disturbis, mentre l'emperador Constanci era absent; el magister militum Hermògenes, va intentar expulsar a Pau, però va morir a mans de la multitud. Constanci va retornar a la capital i va ordenar l'expulsió de Pau, sense reconèixer però l'elecció de Macedoni.
Pau va anar a Roma on va trobar el suport del papa Juli I, que va enviar una carta als bisbes orientals ordenant la reposició de Pau i altres bisbes expulsats de les seves seus, i acusant als que els havien deposat. Així Pau va tornar a Constantinoble però els bisbes orientals van fer un concili a Antioquia l'any 343 on van desafiar el papa. L'emperador Constanci II, que era a Antioquia, va ordenar altre cop expulsar a Pau, cosa que va encarregar a Filip, prefecte del pretori. Filip va intentar actuar diplomàticament i va enviar un emissari a Pau aconseguint la seva sortida; però quan va voler col·locar a la seu a Macedoni, van esclatar disturbis i van morir tres mil persones. Segons Sòcrates Escolàstic, Pau va anar a Tessalònica i després a l'oest, i li va ser prohibit el retorn a Orient; però una altra versió diu que el van enviar carregat de cadenes a Singara (Sindjar) a Mesopotàmia, i més tard a Emesa a Síria.
La causa de Pau i d'Atanasi va rebre el suport de l'església occidental i de l'emperador Constant, germà de Constanci II. El concili de Sàrdica l'any 347 va decretar la restauració de Pau però Constanci va refusar acceptar aquest resultat; finalment ho va acceptar per un acord amb el seu germà però a la mort d'aquest (350) Pau va ser expulsat altre cop i enviat en exili a Cucusus a Capadòcia, on es diu que va morir a mans dels seus guardians i enterrat a Ancira, però podria haver mort simplement de malaltia.
Va ser considerat un màrtir i les seves restes es van portar després a Constantinoble, sota Teodosi I el Gran, i enterrat a l'església que més tard va prendre el nom de Sant Pau.